# Pseudolimnophila (Pseudolimnophila) auripes
Pseudolimnophila (Pseudolimnophila) auripes is een tweevleugelige uit de familie steltmuggen (Limoniidae). De soort komt voor in het Oriëntaals gebied.